# Těžní stroj

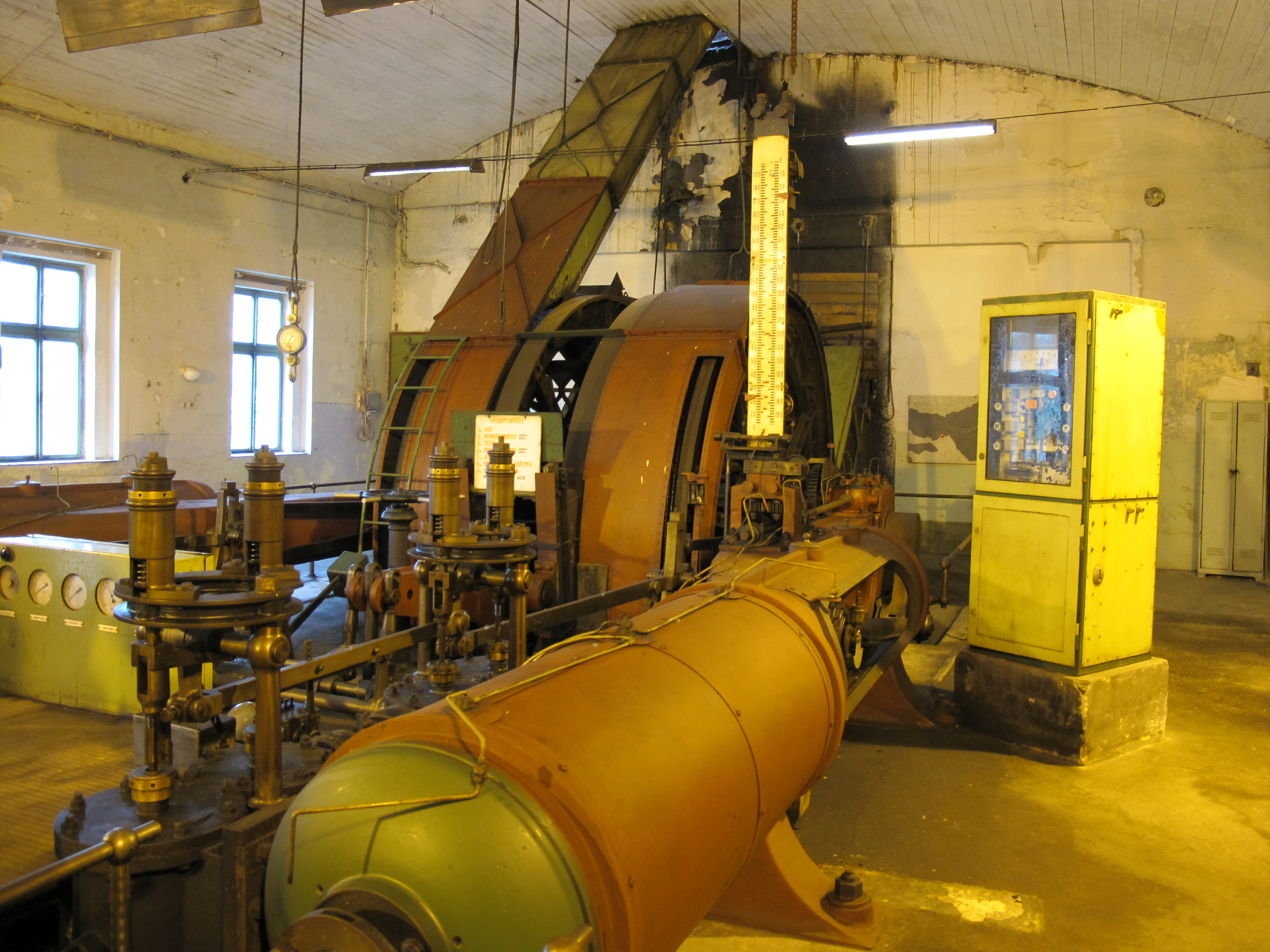
Dvoububnový parní těžní stroj na dole Julius III v Kopistech, provozovaný 100 let (1891–1992). V popředí válec parního stroje, vzadu bubny protisměrně navíjející těžní lano, svislé zařízení vpravo před nimi je hloubkoměr, dále vpravo stojan s tachografem.

Těžní stroj je důlní zařízení sloužící k zajištění svislé (popř. úklonné) dopravy důlní jámou. Těžní stroj pohání těžní lano, na němž je zavěšena dopravní nádoba nejčastěji v podobě těžní klece k přepravě mužstva, materiálu a vozíků s těženou surovinou, anebo skipu, do nějž se těžená surovina nasypává. Při hloubení jámy je na laně zavěšen okov. Historickým předchůdcem moderního těžního stroje byl trejv.

## Konstrukce těžního stroje

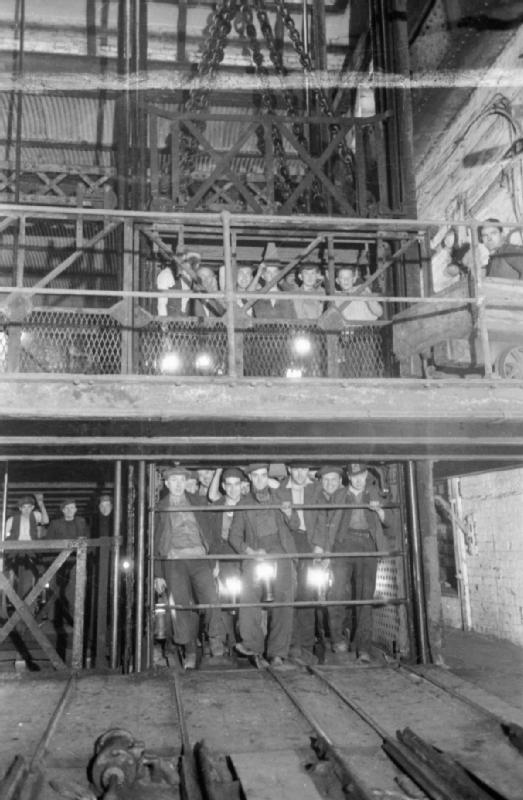
Na laně těžního stroje je zavěšena těžní klec (na obrázku) nebo jiná dopravní nádoba, dopravující mužstvo, materiál a surovinu jámou.

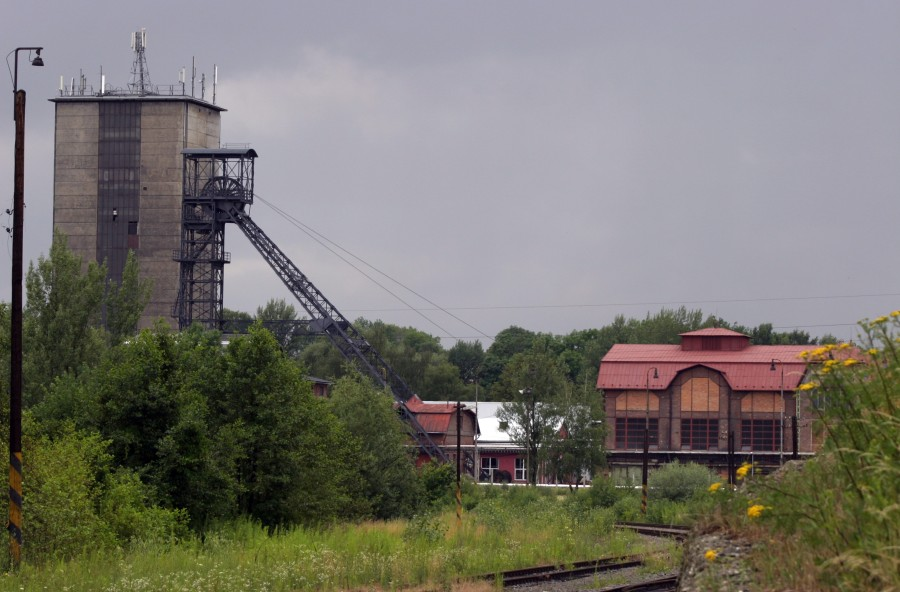
Dva možné způsoby umístění těžního stroje: V prvním případě je těžní stroj umístěn ve strojovně (cihlová budova vpravo na snímku), z něj vedou těžní lana přes lanovnice na vrcholu ocelové těžní věže (vlevo) a odtud odbíhají do důlní jámy nacházející se pod těžní věží. Druhý případ – vlevo za ocelovou těžní věží stojí betonová těžní věž s těžním strojem umístěným přímo v hlavě věže, lana ze stroje odbíhají věží do jámy pod ní. Důl Žofie v Orlové.

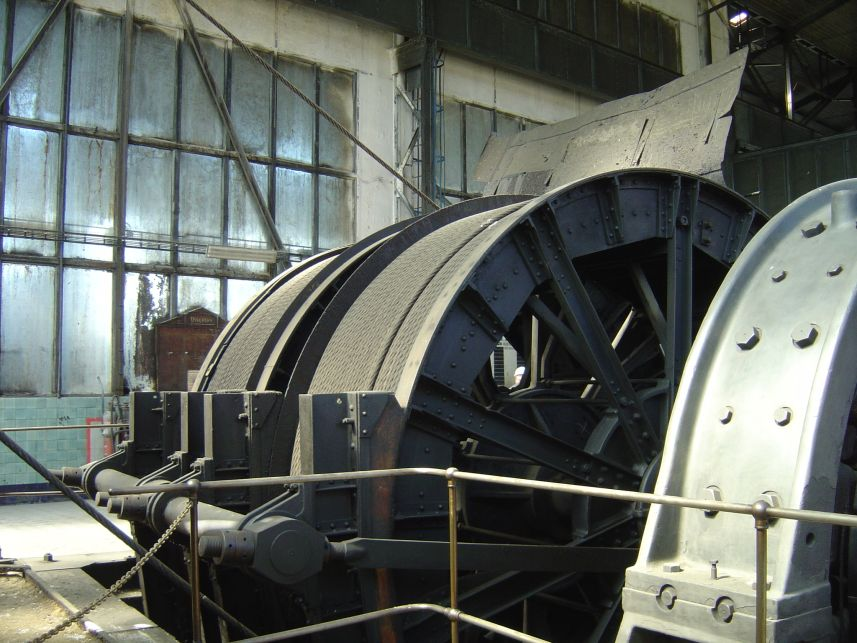
Bubny dvoububnového těžního stroje. Na levý buben se těžní lano navíjí shora, na pravý buben zdola, při chodu stroje se tak jedno lano odvíjí, zatímco druhé navíjí. Důl Michal v Ostravě.

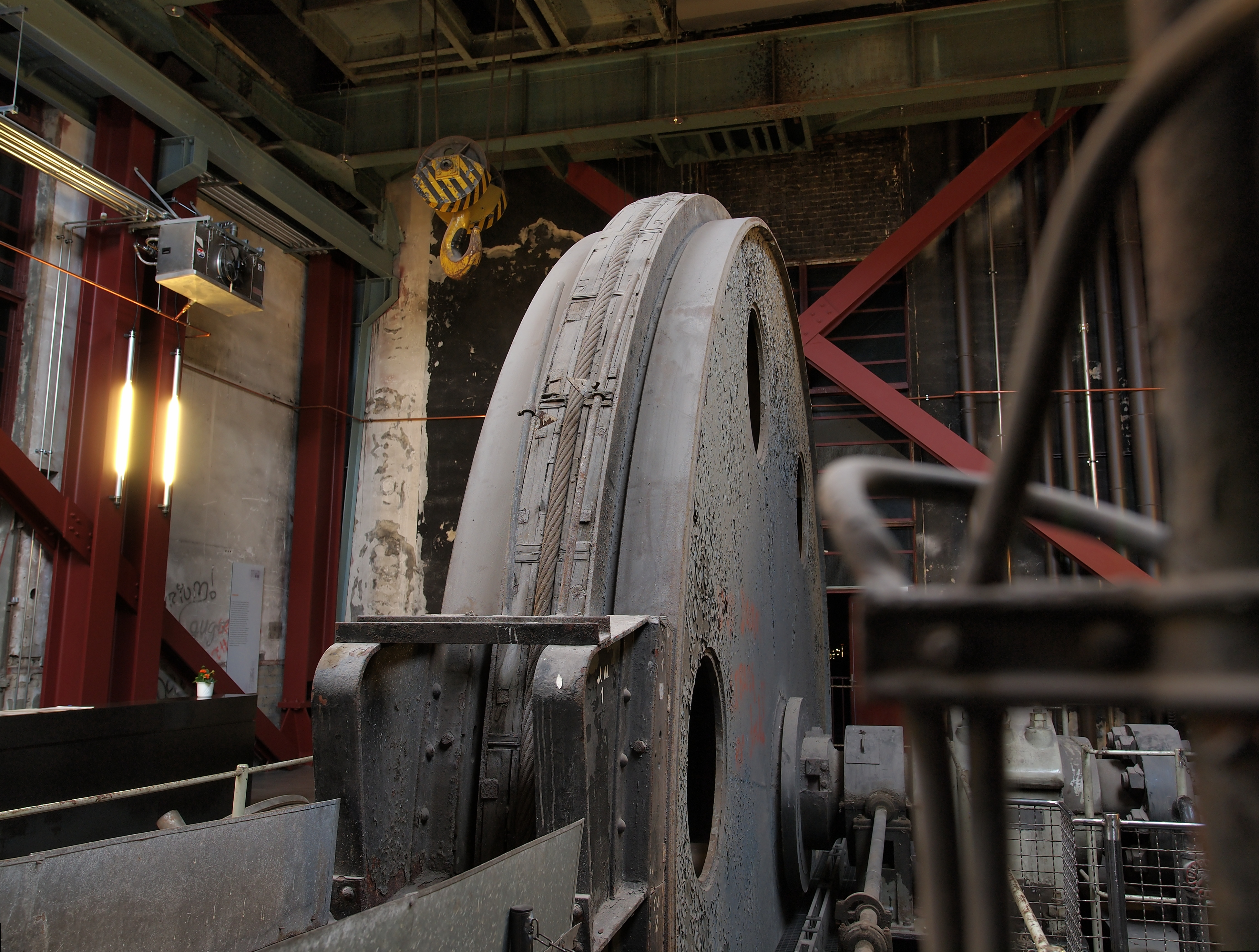
U těžního stroje soustavy Koepe je těžní lano unášeno třecím kotoučem. Důl Nordstern v Gelsenkirchen-Horst, Severní Porýní–Vestfálsko.

Těžní stroje jsou zpravidla konstruovány jako
- bubnový těžní stroj, u nějž se těžní lano navíjí v jedné až dvou vrstvách na válcový (eventuálně kónický) buben, a to nejčastěji tak, že se dvě těžní lana protisměrně navíjejí na dva souosé bubny, takže při otáčení stroje jedna dopravní nádoba jámou klesá, zatímco druhá současně stoupá (dvoububnový těžní stroj), popř. se na buben navíjí jen jedno lano s jednou dopravní nádobou (jednobubnový těžní stroj, který je však nevyvážený a tedy energeticky nevýhodný a používá se proto většinou jen jako pomocné zařízení[6][7]) 
  - v některých případech (např. při hloubení jam) může být užito bobinového těžního stroje, u nějž se těžní lano (obvykle ploché) navíjí v mnoha vrstvách na úzký kotouč (bobinu),[2][8]

nebo jako
- těžní stroj s třecím kotoučem (systém Koepe), u nějž motor pohání oběžné kolo (tzv. třecí kotouč), po jehož obvodu je provlečeno a třením přidržováno těžní lano, uváděné otáčením kotouče do pohybu. Na obou koncích lana je zavěšena dopravní nádoba (popř. je jedna z nich nahrazena protizávažím), pod níž je zavěšeno vyrovnávací lano zajišťující přibližně stejnoměrné zatížení obou konců těžního lana tak, aby nedošlo k jeho skluzu po třecím kotouči. Těžní stroje s třecím kotoučem mohou být konstruovány jako jednolanové či vícelanové, u nichž je dopravní nádoba zavěšena na více lanech. Na rozdíl do dvoububnových těžních strojů však neumožňují dvojčinnou těžbu z různých pater dolu, neboť nelze měnit užitečnou délku těžního lana (u dvoububnového těžního stroje lze jeden buben uvolnit, vůči druhému pootočit a tím přeložit těžbu na jiné patro).

Schema dvoububnového těžního stroje
Schema jednobubnového těžního stroje
Schema bobinového těžního stroje
Schema těžního stroje s třecím kotoučem (Koepe). Pod dopravními nádobami je zavěšeno vyrovnávací lano.

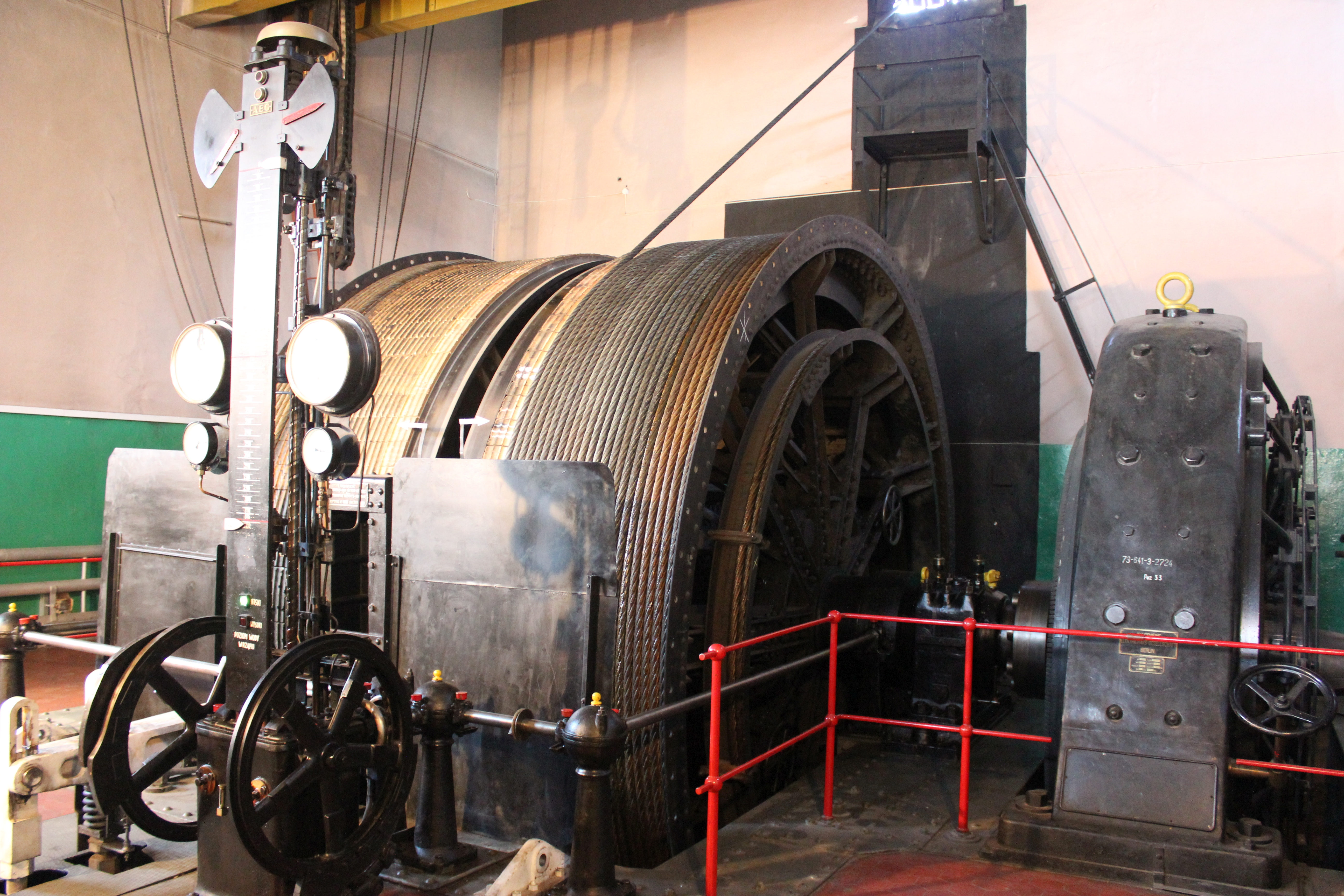
Dvoububnový elektrický těžní stroj na dole Guido v Zabrze ve Slezsku.
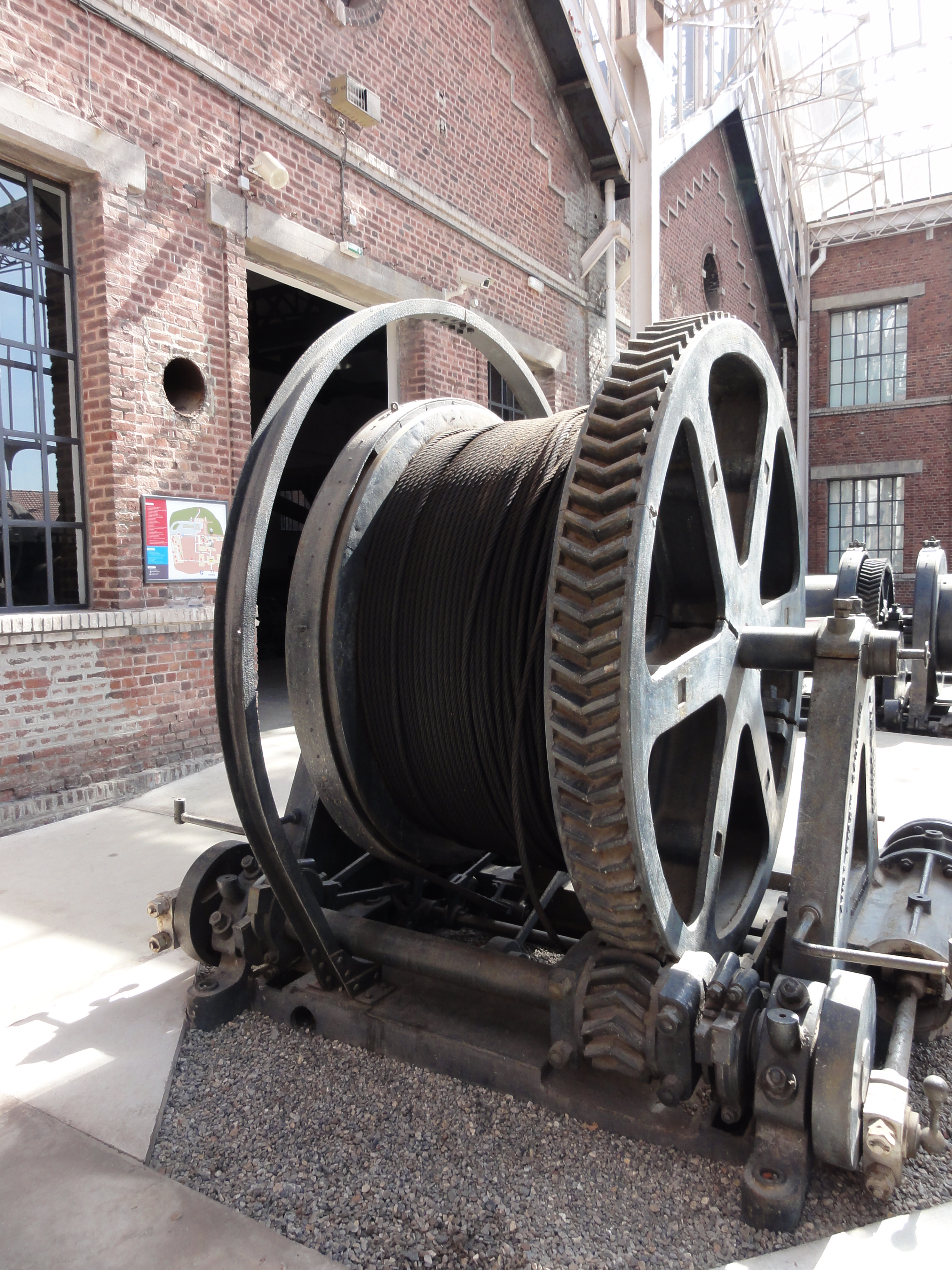
Jednobubnový parní těžní vrat.
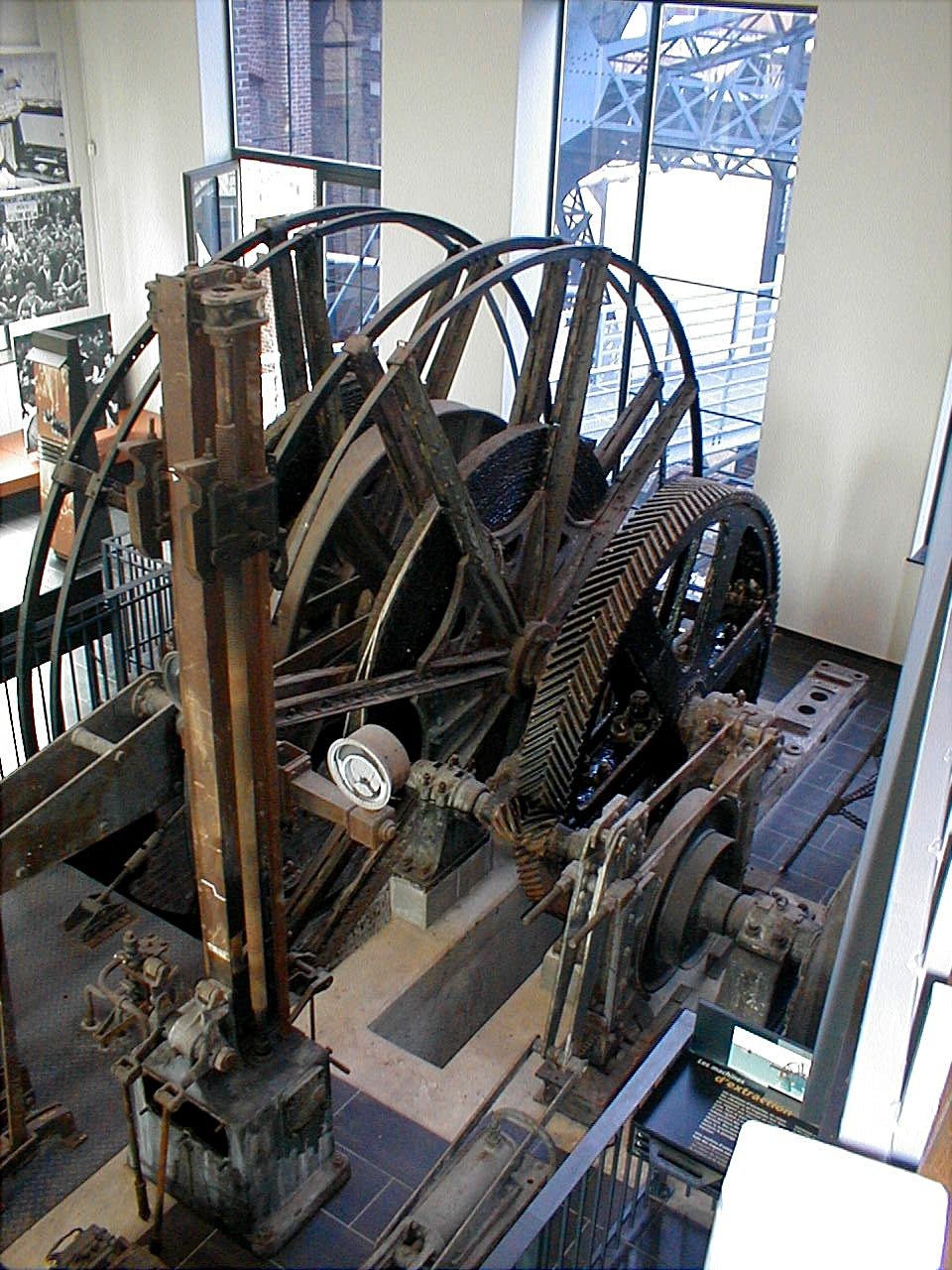
Parní těžní stroj se dvěma bobinami.
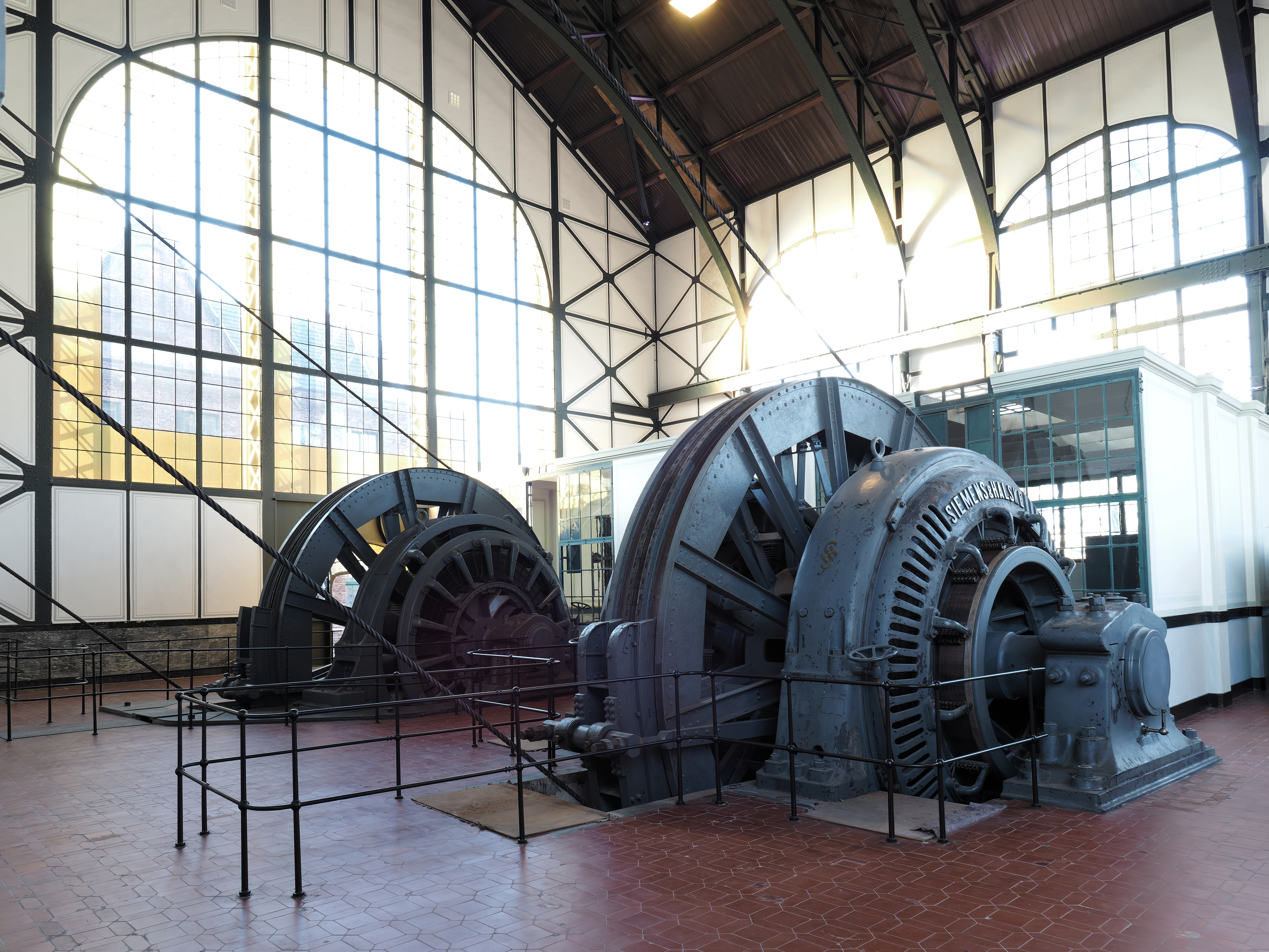
Dva elektrické těžní stroje s třecím kotoučem (Koepe) na dole Zollern v Dortmundu.

## Pohon těžního stroje
Těžní stroj může být poháněn zejména
- parním strojem;
- elektromotorem, v minulosti především stejnosměrnými motory s Ward Leonardovým soustrojím, později i asynchronními motory;
- pneumatickým motorem, nezřídka v podobě parního stroje převedeného na pohon stlačeným vzduchem,
- hydraulickým pohonem

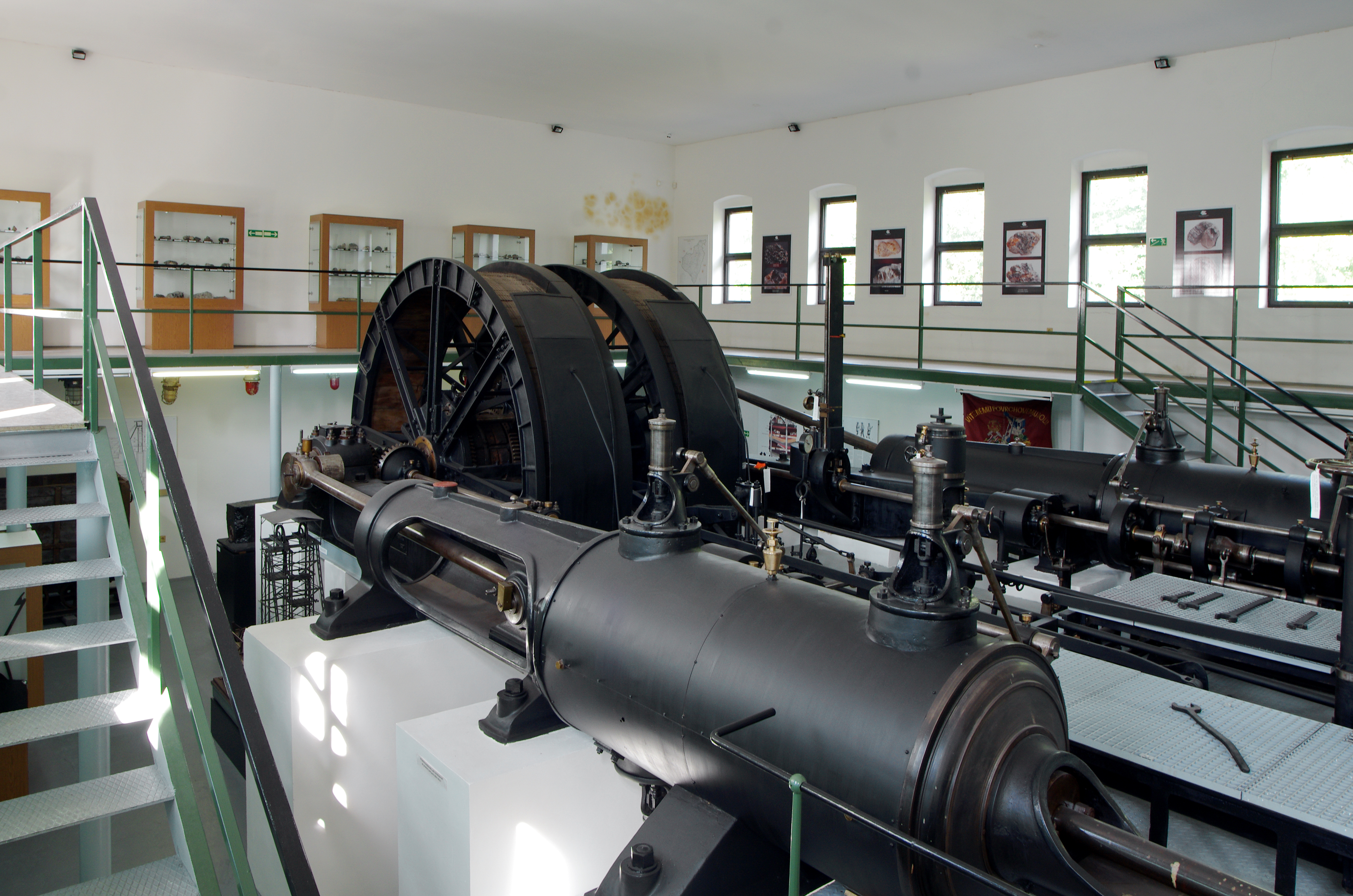
Parní dvoububnový těžní stroj dolu Marie Majerová v Královském Poříčí, dnes vystavený v Hornickém muzeu v Krásně.
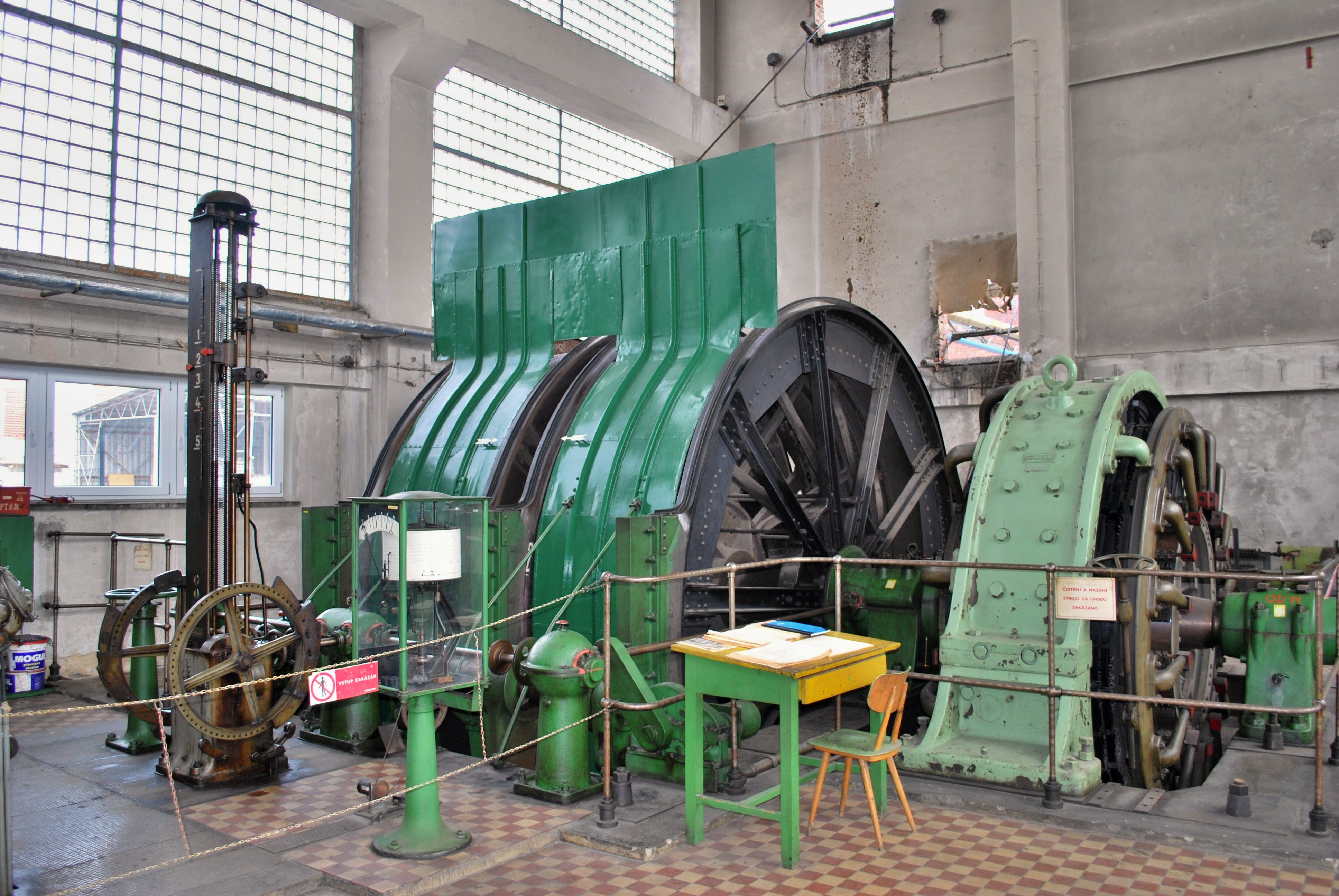
Dvoububnový těžní stoj poháněný stejnosměrným elektromotorem Siemens & Schuckert na jámě Louis dolu Jeremenko v Ostravě.
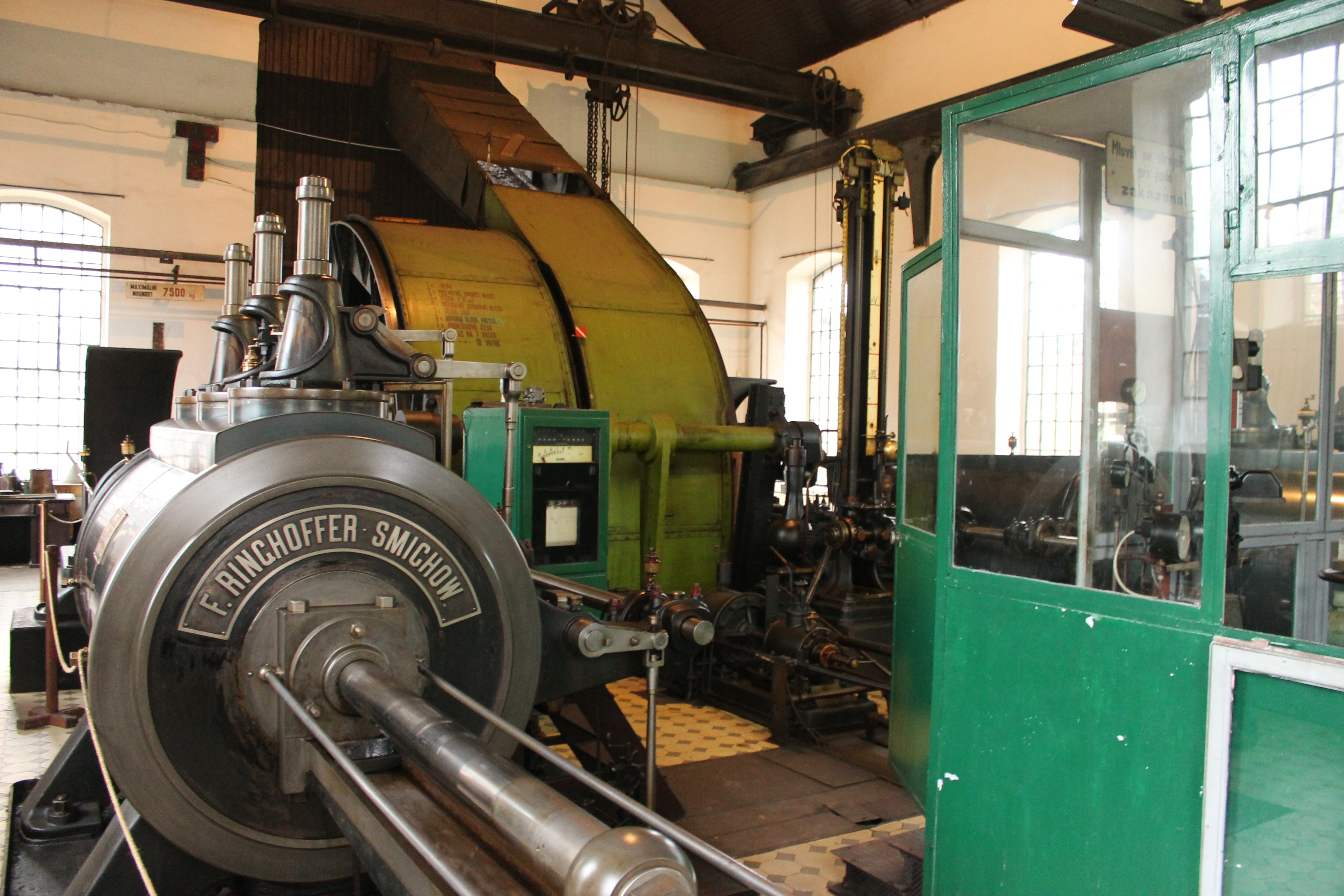
Parní dvoububnový těžní stroj jámy Mayrau, později převedený na pohon stlačeným vzduchem.

## Vrat
Ve slepých jámách (šibících), které ve svislém směru propojují jednotlivá důlní patra bez vyústění na zemský povrch, je svislá doprava zajištěna menšími těžními stroji nazývanými „vraty". Toto málo frekventované pojmenování bylo odvozeno z termínu vrátek, který označuje malé bubnové stroje. 

## Řízení těžního stroje
Těžní stroj smí řídit pouze strojník s ověřenými předepsanými odbornými předpoklady a znalostmi. To nebylo vždy samozřejmé. Dobový tisk přinesl informaci o nehodě, kterou zavinil strojník - brzdič, který byl dle svědků i lékařů poloblbý. Strojník řídí jízdu těžního stroje podle údaje o poloze dopravní nádoby (těžní klece, skipu) v jámě ukazovaného na stupnici mechanického popř. digitálního hloubkoměru a podle zvukových návěstí (rázů zvonce) dávaných od jámy návěstním zařízením. Zvuková návěští zpravidla předávána tak, že zaměstnanci (narážeči) dávají zvuková návěstí rázovým zvoncem z náraží jednotlivých pater dolu na ohlubeň jámy (ústí jámy na povrch) a narážeč na ohlubni jámy pak zvuková návěstí předává do strojníkovi do strojovny. Jeden ráz zvonce znamená návěst "stát!", při níž musí strojník těžní stroj neprodleně zastavit; větší počty zazvonění pak mají význam různých pokynů k jízdě stroje. Provoz každého těžního stroje se řídí pro něj vydaným řádem o jízdě na laně a vede se o něm kniha o jízdě na laně.

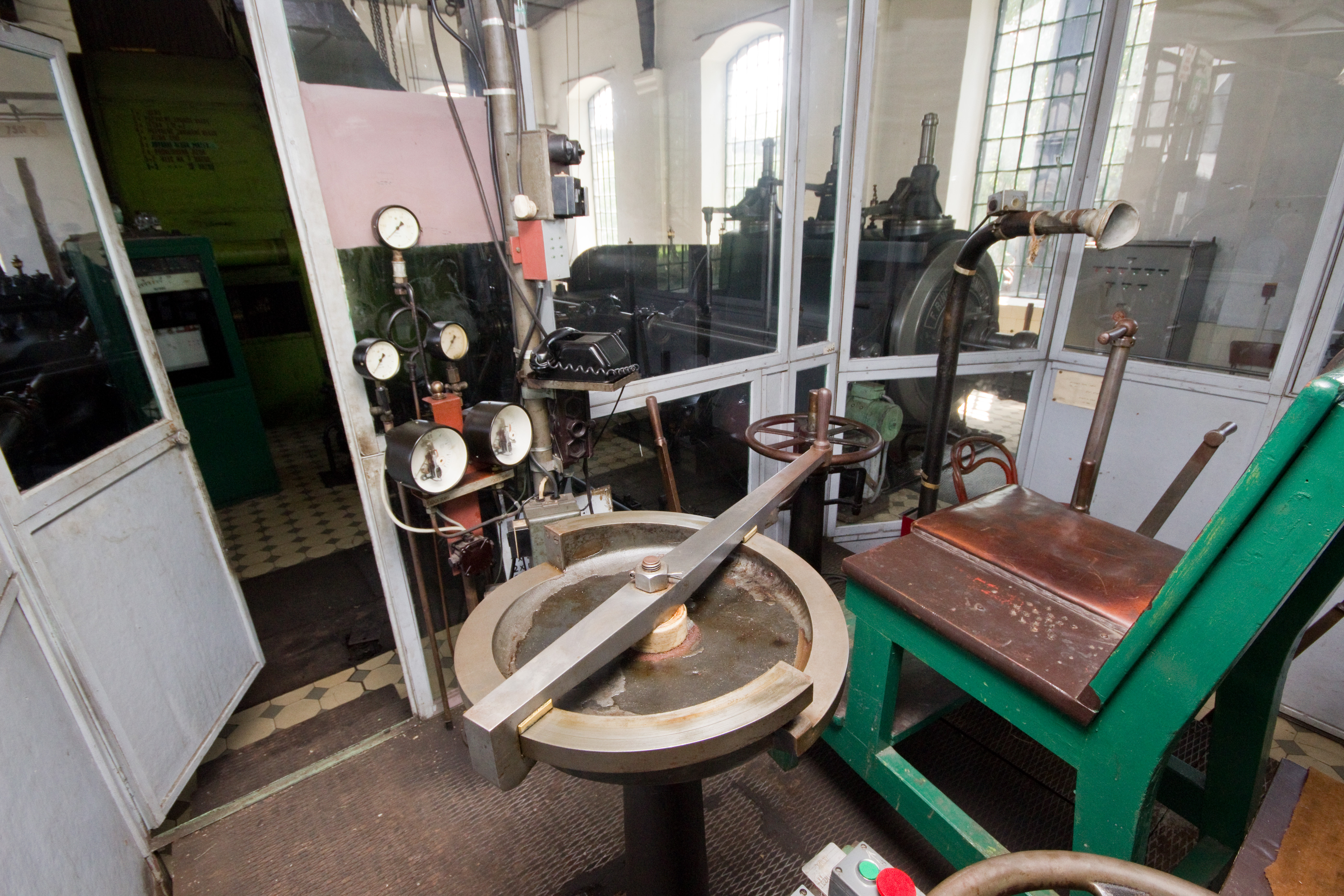
Stanoviště strojníka parního těžního stroje na dole Mayrau ve Vinařicích.
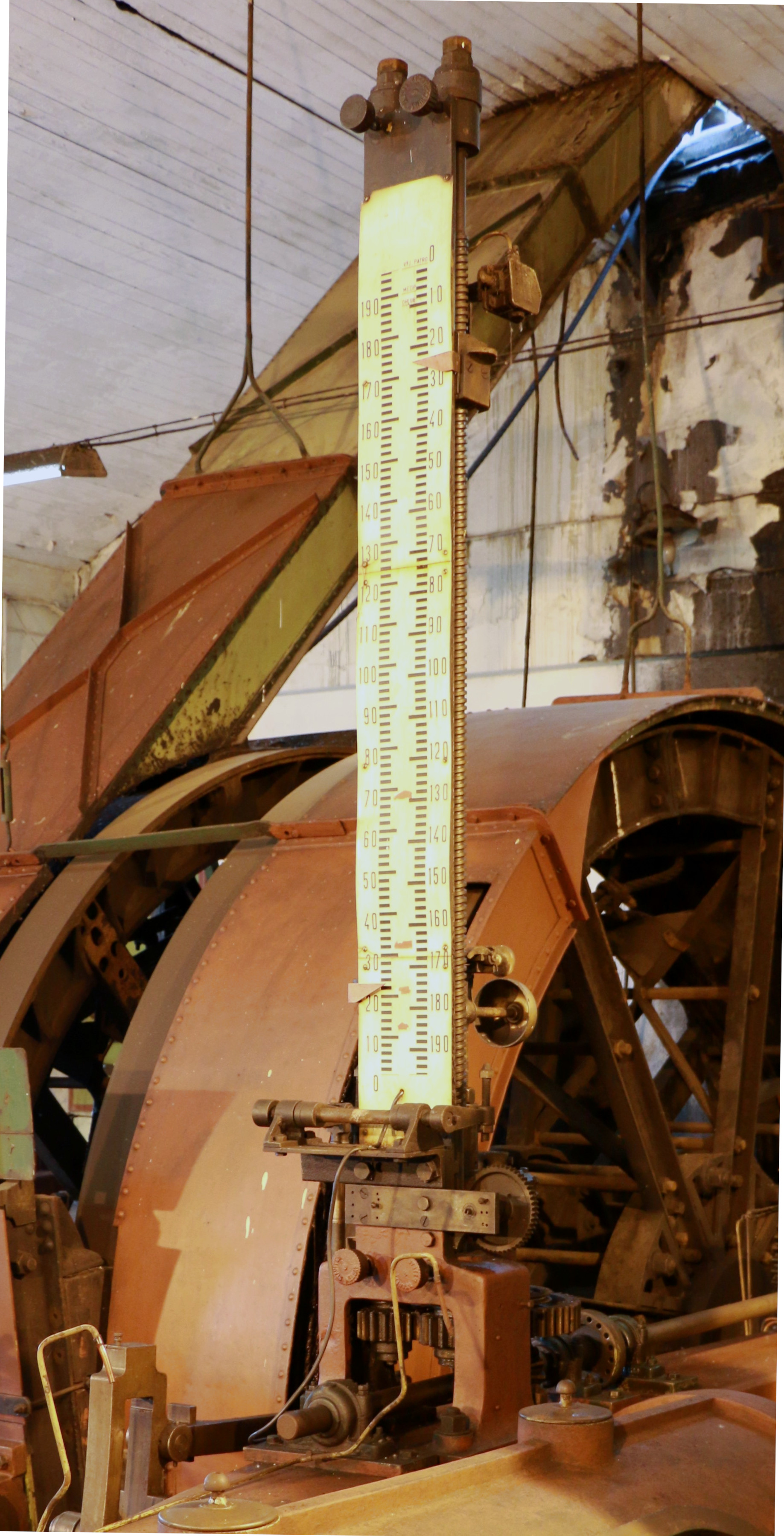
Hloubkoměr těžního stroje dolu Julius III v Kopistech.
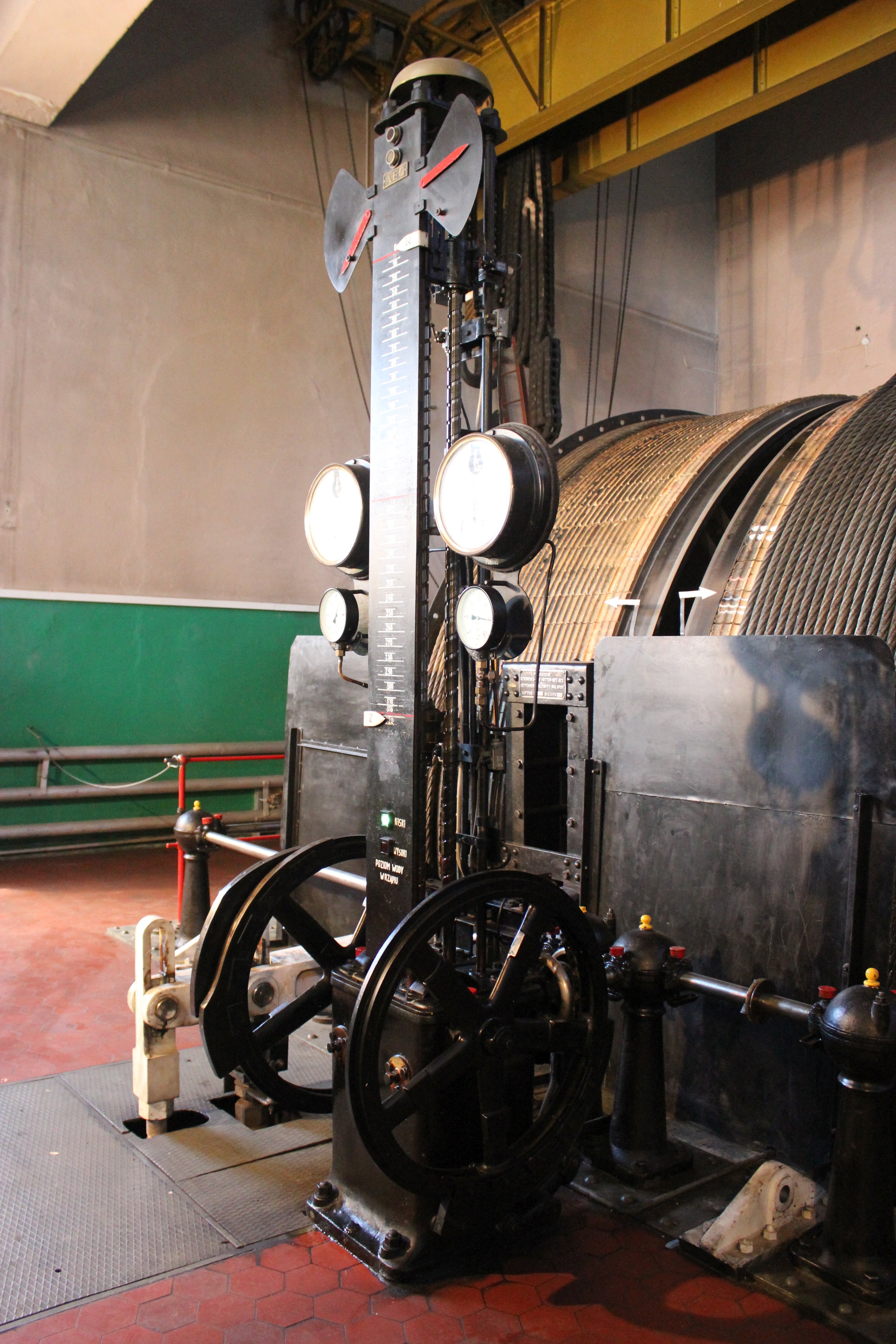
Hloubkoměr těžního stroje; na jeho vrcholu rázový zvonec návěstního zařízení. Důl Guido v Zabrze.
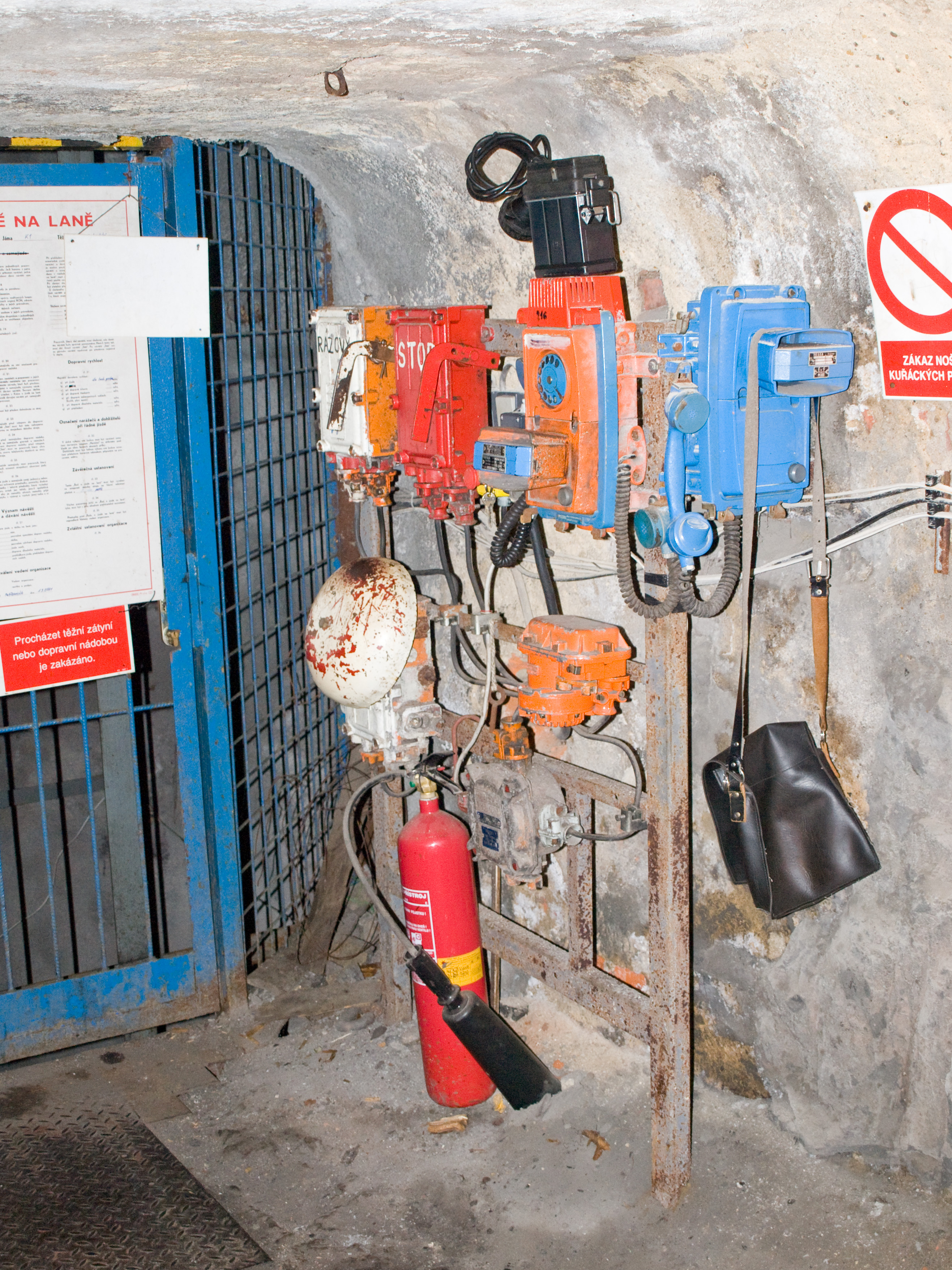
Návěstní zařízení pro dávání návěstí z náraží jámy do strojovny. Vlevo dole zvonec. Důl Anselm v Ostravě.
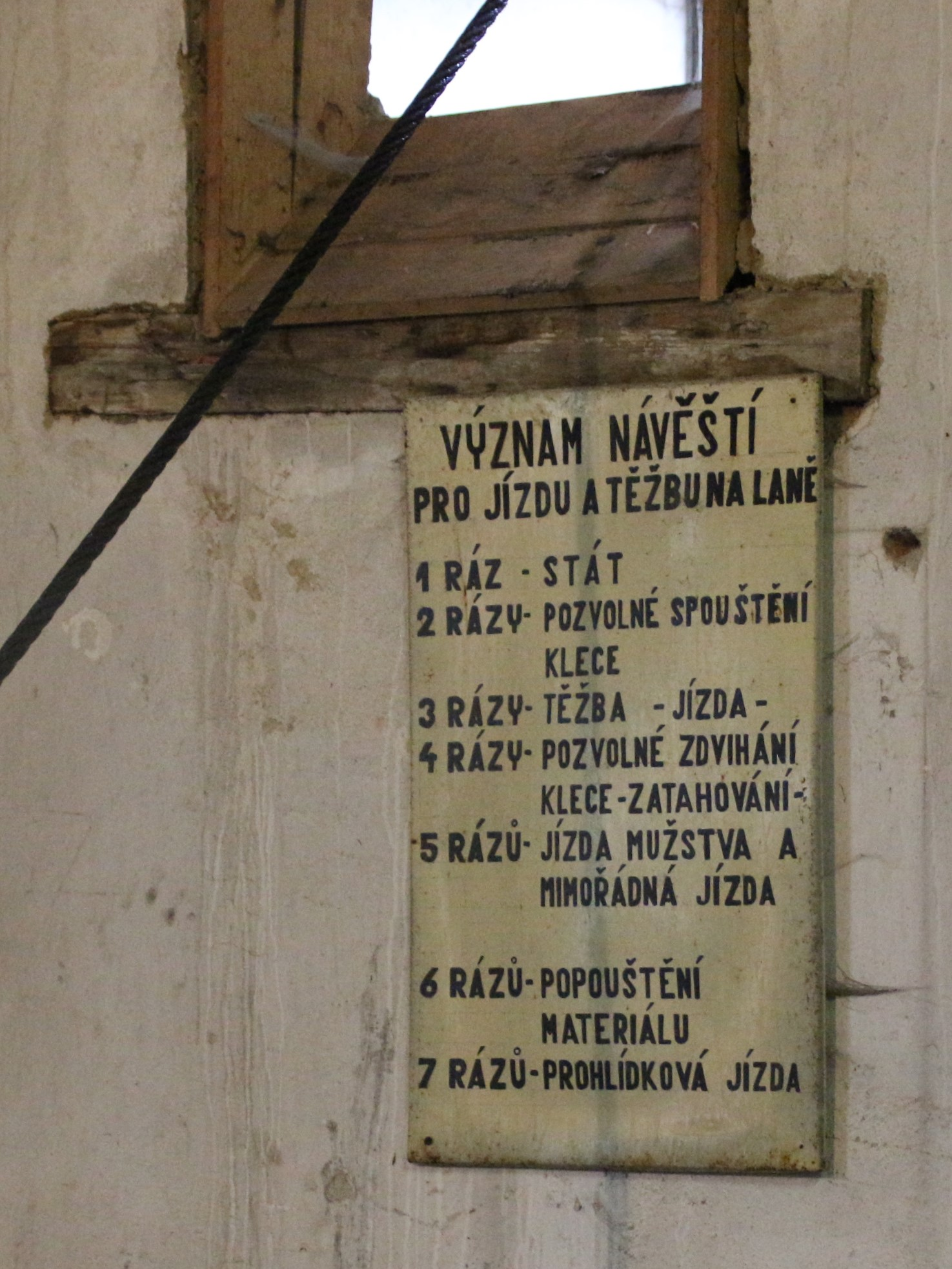
Význam návěstí pro jízdu na laně.

## Nehody
V roce 1890 neubrzdil brzdič těžní stroj na dole Mayrau a vytahovaný vozík narazil do bubnu a smrtelně zranil přítomného horníka.
V roce 1904 rychlá jízda klece zavinila úraz čtyř lidí na dole Habsburg v Růžodolu.
V roce 1908 způsobil prudký náraz klece na dole Bettina v Doubravě těžký úraz třem horníkům.
V roce 1916 zaměnil strojník na dole Františka Josefa v Dubí ovládání stroje a způsobil úraz osmi horníkům.
V roce 1921 došlo na Dole Mayrau ve Vinařicích k přejetí klece.
V roce 1925 byla nevolnost strojníka příčinou nárazu klece v dole Sokolovské pánve.
V roce 1928 tvrdil strojník dolu Ewald - Fortsetzung v německém Recklinghausenu, že příčinou nehody byl vadný hloubkoměr.
V roce 1929 spadly v rozmezí dvou hodin na dno jámy Hlubina obě klece.
V roce 1935 na Dole Minerva v Mostě dosedla klec tak prudce, že náraz způsobil úraz pracovníka.
V roce 1938 selhaly brzdy na těžním zařízení dolu Mayrau ve Vinařicích a klec narazila velkou rychlostí na dno šachty.
V roce 1940 utrpěl strojník smrtelný úraz při mazání ložisek lanovnice. Báňský revírní úřad ve Slaném nařídil, že ložiska lanovnic mohou být mazány pouze při stojícím těžním zařízení.
V roce 1949 došlo na Dole Jan Šverma v Ostravě k přejetí klece.
V roce 1953 došlo na dole Barbora v Horním Slavkově k přejetí klece.
V roce 1956 došlo na Dole Jan Šverma v Ostravě k přejetí klece s následkem 3 smrtelných úrazů.
V roce 1986 byl na dole Mír v Karviné při revizi zabrzděn skip a následně odpojen buben od těžního stroje. Když byla revize ukončena nebyl buben připojen k těžnímu stroji. Po odbrzdění spadl skip do jámy.
V roce 1991 režim automatického řízení těžního zařízení na Dole Paskov zahájil spouštění skipové nádoby. Skipová nádoba však nebyla zcela vyprázdněna a její hmotnost zapříčinila extrémní rychlost, která nebyla snížena ani po aktivování pojistné brzdy.  Došlo k pádu skipové nádoby na nárazníkový rošt a současně k nárazu klece s protizávažím až do nárazníkového roštu nad vrchní stanicí ve věži výdušné jámy.
V roce 1998 režim automatického řízení těžního zařízení na jámě Mír zahájil vytažení prázdné spodní skipové nádoby, aniž by horní nádoba byla vyprázdněna. Horní nádoba se tedy rozjela dolů a vytáhla spodní nádobu až za zábrany do těžní věže.  Čtyři lana, kterými jsou spojeny obě nádoby se přetrhly a prázdná nádoba se zřítila na dno jámy.
V roce 1999 selhaly brzdy na těžním stroji dolu ČSA v Karviné a klec se zastavila až na dosedacím roštu. Třicet pět horníků muselo být hospitalizováno se zlomeninami dolních končetin a jinými zraněními.

## Inovace
Pro předcházení nehod byla těžní zařízení zlepšována. Na Dole Prago v Dubí bylo instalováno brzdící zařízení.

## Právní úprava v České republice
V České republice jsou podmínky provozování těžních strojů stanoveny vyhláškou Českého báňského úřadu č. 415/2003 Sb., kterou se stanoví podmínky k zajištění bezpečnosti a ochrany zdraví při práci a bezpečnosti provozu při svislé dopravě a chůzi.
Před jejím přijetím byla příslušná úprava obsažena ve výnosu Českého báňského úřadu č. 12/1982 Ú. v. ČSR, o bezpečnosti a ochraně zdraví při práci a o bezpečnosti provozu při svislé dopravě a chůzi v organizacích podléhajících dozoru státní báňské správy.